# Смолова (река)
Смолова (укр. Смолова) — левый приток рукава Старик реки Днепра, протекающий по Репкинскому району (Черниговская область, Украина).

## География
Длина — 11 км. Кроме истоков, русло выпрямлено в канал (канализировано). Приустьевая часть затапливается водами протоки Старика. Река служит водоприёмником осушительной системы. Долина заболоченная с прибрежно-водной растительностью, очагами занята лесами.
Берёт начало на болоте юго-восточнее села Будище. Река течёт на запад. Впадает в левую протоку рукава Старик реки Днепра южнее села Прохоров.
Притоки: безымянные ручьи
Населённые пункты на реке (от истока до устья):
1. Боровики
2. Василева Гута